# Cetățeanul Kane
Cetățeanul Kane este un film dramatic american realizat în 1940 de regizorul și actorul Orson Welles în studiourile R.K.O. de la Hollywood (California), de la 29 iunie până la 23 octombrie 1940. Pelicula reprezintă debutul regizoral al lui Welles.

## Povestea
După moartea lui Kane, un magnat de presă, ascensiunea lui este evocată, prin povestiri întrețesute, de către persoanele care l-au cunoscut.
Filmul este revoluționar după mai multe aspecte, în special prin abundența trucajelor și complexitatea montajului cu flashback-uri.

## Fișa tehnică
- Fotografia : Gregg Toland
- Decorurile : Darell Silvera
- Efectele speciale : Vernon L. Walker
- Montajul : Robert Wise, Mark Robson
- Muzica : Bernard Herrmann

## Distribuția
- Orson Welles : Charles Forster Kane
- Buddy Swan : Charlie Kane la 8 ani
- Joseph Cotten : Jedediah Leland
- Dorothy Comingore : Susan Alexander, a doua soție a lui Kane
- Agnes Moorehead : mama lui Kane
- Harry Shannon : tatăl lui Kane, hangiu în Colorado
- Sonny Bupp : fiul lui Kane
- Ruth Warrick : Emily, prima soție a lui Kane
- Ray Collins : James W. Gettys
- Erskine Sanford : Carter
- Everett Sloane : Bernstein
- William Alland : Thompson
- Paul Stewart : Raymond
- George Coulouris : Thatcher, tutorele lui Charlie Kane
- Fortunio Bonanov : Matiste
- Gus Schilling : majordom
- Philip Van Zandt : domnul Rawlston
- Georgia Backus : doamna Anderson